# Saurauia latipetala
Saurauia latipetala är en tvåhjärtbladig växtart som beskrevs av William Botting Hemsley. Saurauia latipetala ingår i släktet Saurauia och familjen Actinidiaceae. Inga underarter finns listade i Catalogue of Life.